# Ángel Marcos (futbolista)
Ángel Alberto Marcos (Buenos Aires, 7 de abril de 1943) es un ex delantero del fútbol argentino, capitán y goleador del equipo campeón de Chacarita Juniors en el Metropolitano 1969, el principal campeonato del país.

## Trayectoria
Empezó como profesional jugando en 1963 en Ferro Carril Oeste. Fue parte del equipo que ascendió a la Primera A por ser ganador del campeonato de Primera B en 1963.
Después de un corto periodo con el C. A. Nueva Chicago, pasó en 1967 al C. A. Chacarita Juniors, institución conocida con el apodo de "El Funebrero", que nació en cercanías del principal cementerio de la ciudad de Buenos Aires, en el barrio de Chacarita.
En el 1969 ganaría por única vez con el C. A. Chacarita Juniors el Campeonato Metropolitano de Fútbol, el principal campeonato argentino de fútbol de la época, siendo el capitán y goleador del equipo.
En 1971 se unió al F. C. Nantes y fue parte del equipo que ganó el campeonato de 1972-73. Los últimos años de su carrera como jugador fueron en el Toulouse F. C, donde se retiró a los 36 años.
Entre 1969 y 1971 jugó 7 partidos con la selección argentina y convirtió un gol.
Estudió luego en Francia la carrera de entrenador y ha dirigido varios equipos, incluyendo el propio Toulouse y luego el Niort, el Lorient y al Nantes, el primer club francés que lo fue a buscar como jugador. También ha sido entrenador en varios equipos de África. En Egipto fue campeón como entrenador con el Ismaily S. C..

## Palmarés como jugador
| Temporada          | Club                 | Título                     |
| ------------------ | -------------------- | -------------------------- |
| 1963               | Ferro Carril Oeste   | Argentino 2.ª división     |
| Metropolitano 1969 | Chacarita            | Primera División Argentina |
| 1972–1973          | FC Nantes Atlantique | Ligue 1                    |